# 黎巴嫩民主青年联盟
黎巴嫩民主青年联盟（阿拉伯语：‎，拉丁转写：Ittihad al-Shabab al-Demoqrati al-Lubnani）是黎巴嫩共产党的青年翼。该组织成立于1970年。该组织的总部位于贝鲁特。该组织是世界民主青年联盟的成员。